# Gardar Tiendelade
Tiendelade er en ruin ved kirkegården i Gardar, det moderne Igaliku i Sydgrønland. Ruinen tolkes som regel som rester af den bygning, hvor kirken opbevarede tiende, men der er dog ikke sikker dokumentation for denne tolkning. Det vigtigste argument for tolkningen er, at bygningen har været bygget ind i kirkegårdsdiget.
Ruinen fremstår i dag som en af de mest velbevarede dele af ruinkomplekset i Gardar. Det skyldes bl.a., at indbyggerne i Igaliku i en periode genbrugte den som tørrehus.